# Harmonická moll
Harmonická moll (přesněji harmonická mollová stupnice) je pojem z oboru hudební nauky označující specifický typ sedmitónové hudební stupnice.

## Složení harmonické mollové stupnice
Harmonická mollová stupnice se skládá ze sedmi tónů, s půltónem mezi druhým a třetím, mezi pátým a šestým, a mezi sedmým a osmým stupněm. Mezi šestým a sedmým stupněm je interval zvětšené sekundy – tří půltónů, všechny ostatní intervaly jsou celotónové.
Následující tabulka obsahuje seznam intervalů jednotlivých stupňů vzhledem k základnímu tónu. Jako příklad je použita diatonická stupnice a moll, jejíž notaci obsahuje výše uvedený obrázek.
| Stupeň   | Interval      | a moll |
| -------- | ------------- | ------ |
| I        | prima         | a      |
| II       | velká sekunda | h      |
| III      | malá tercie   | c      |
| IV       | čistá kvarta  | d      |
| V        | čistá kvinta  | e      |
| VI       | malá sexta    | f      |
| VII      | velká septima | gis    |
| VIII = I | oktáva        | a      |

## Význam a použití
Harmonická moll se od diatonické mollové stupnice liší velkou septimou – jedná se o příjemně „ostrý“ tón, který vnáší napětí do jinak nevýrazné mollové stupnice. Tento tón mimo jiné umožňuje užití durového akordu (dominantního septakordu) ve funkci dominanty v mollové tónině, jak ukazuje tabulka v dalším odstavci.

## Harmonie harmonické moll
Následující tabulka ukazuje na příkladu harmonické stupnice a moll kvintakordy a septakordy, které mohou být použity na jejích jednotlivých stupních. Podrobnosti k významu akordových značek lze najít v článku Akordová značka.
| Stupeň | Tón (a moll) | Kvintakord | Příklad (a moll)                  | Septakord     | Příklad (a moll)                |
| ------ | ------------ | ---------- | --------------------------------- | ------------- | ------------------------------- |
| I      | a            | mollový    | {\displaystyle Ami\,\!}           | velký mollový | {\displaystyle Ami^{7maj}\,\!}  |
| II     | h            | zmenšený   | {\displaystyle Hmi^{5-}\,\!}      | malý zmenšený | {\displaystyle Hmi^{7/5-}\,\!}  |
| III    | c            | zvětšený   | {\displaystyle C^{5+}\,\!}        | zvětšený      | {\displaystyle C^{7maj/5+}\,\!} |
| IV     | d            | mollový    | {\displaystyle Dmi\,\!}           | malý mollový  | {\displaystyle Dmi^{7}\,\!}     |
| V      | e            | durový     | {\displaystyle E\,\!}             | dominantní    | {\displaystyle E^{7}\,\!}       |
| VI     | f            | durový     | {\displaystyle F\,\!}             | velký         | {\displaystyle F^{7maj}\,\!}    |
| VII    | gis          | zmenšený   | {\displaystyle G^{\#}mi^{5-}\,\!} | zmenšený      | {\displaystyle G^{\#}dim\,\!}   |